# Кюнцелль

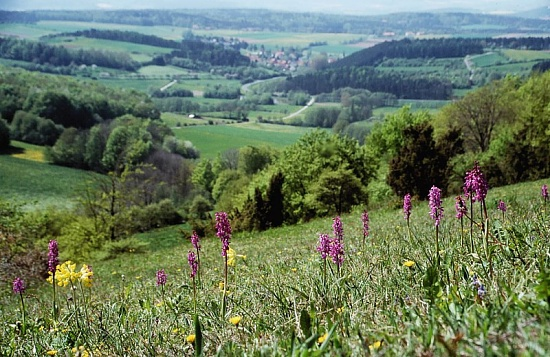
Кюнцелль

Кюнцелль (нем. Künzell) — община в Германии, в земле Гессен. Подчиняется административному округу Кассель. Входит в состав района Фульда.  Население составляет 16 381 человек (на 31 декабря 2010 года). Занимает площадь 30,29 км².